# Jean Cabut
Jean Cabut, conegut pel pseudònim Cabu (AFI: [kaby]), (Châlons-en-Champagne, 13 de gener de 1938 - París, 7 de gener de 2015) fou un historietista i caricaturista francés. Va morir durant l'atemptat a la seu del Charlie Hebdo de gener de 2015. Cabut era un dels artistes a la plantilla de Charlie Hebdo i també un dels accionistes.
Va ser el creador dels personatges Le Grand Duduche (revista Pilote, anys 70) i Beauf (Charlie Hebdo i Le Canard Enchaîné), va formar part de l'equip de revistes satíriques com Hara-Kiri, Charlie Hebdo i Le Canard Enchaîné, com també participà en programes de televisió dels anys 1980, tant de debat –Droit de réponse, de TF1– com en programes infantils –Récré A2, on dibuixava en directe.

## Família
Era el pare del cantant Emmanuel Cabut, dit Mano Solo, mort en 2010.